# Capucine Valmary
Capucine Valmary est une actrice française née en 2001 à Carcassonne.
Elle apparaît pour la première fois au cinéma en 2015 dans le film Cigarettes et chocolat chaud, de Sophie Reine. Elle est notamment connue grâce à son rôle de Diane Mathure entre 2021 et 2022, dans la série télévisée OVNI(s).
En septembre 2024, elle remporte au Festival de la fiction de La Rochelle le Prix du jeune espoir féminin Adami pour Bénie soit Sixtine,,,.

## Biographie

### Enfance et formation
Capucine Valmary naît en 2001 en France à Carcassonne,. En 2019, elle intègre la classe libre théâtre du cours Florent : elle fait partie de la promotion XL, dont font également partie les actrices Suzanne Jouannet et Ludmilla Makowski,.

### Carrière
En 2016, Capucine Valmary fait ses premiers pas au cinéma dans le film Cigarettes et chocolat chaud de la réalisatrice Sophie Reine. L'année suivante, en 2017, elle apparaît pour la première fois à la télévision dans la série télévisée Paris etc., de Zabou Breitman. En 2019, elle décroche l'un des rôles principaux de la série Infidèle, de Didier Le Pêcheur,. Au cours de cette même année, elle incarne le personnage de Yaël Lebon, le rôle principal de la série télévisée La dernière vague, puis celui de Jessica dans Les Bracelets Rouges, diffusé sur TF1,.
En 2021, Capucine Valmary se fait connaître du grand public en interprétant Diane Mathure dans la série télévisée OVNI(s), d'Antony Cordier,. En 2022, elle donne la réplique à José Garcia et André Dussollier dans le thriller d'Anne Le Ny Le Torrent. Pour ce rôle, elle est nommée pour le prix du meilleur espoir féminin aux César 2023,. En 2023, elle joue Louise de France dans le film de Maïwenn, aux côtés de Johnny Depp, Benjamin Lavernhe et Melvil Poupaud.

## Filmographie
Sauf indication contraire ou complémentaire, les informations mentionnées dans cette section proviennent de la base de données IBDb.

### Cinéma

#### Longs métrages
- 2016 : Cigarettes et chocolat chaud de Sophie Reine : la copine d'Harmonie
- 2018 : L'heure de la sortie de Sébastien Marnier : Lucie
- 2020 : Mon cousin de Jan Kounen : Léo
- 2022 : Le Torrent d'Anne Le Ny : Lison Boiron
- 2023 : Jeanne du Barry de Maïwenn : Louise

#### Courts métrages
- 2018 : Libre de Stéphanie Doncker : Stella
- 2019 : Romance, abscisse et ordonnée de Louise Condemi : Romane
- 2019 : Yasmina de Claire Helene Cahen : Océane
- 2021 : Zorey de Swann Arlaud : Laura
- 2021 : Les Vies rêvées de Naomi Grand : Fanny en 1971

### Télévision

#### Téléfilms
- 2018 : Meurtres en Cornouaille de Franck Mancuso : Solène Morvan
- 2024 : Bénie soit Sixtine de Sophie Reine : Sixtine

#### Séries télévisées
- 2017 : Paris etc. de Zabou Breitman
- 2019 : Infidèle de Didier Le Pêcheur : Joséphine (6 épisodes)
- 2019 : La Dernière vague de Raphaëlle Roudaut : Yaël Lebon (rôle principal, 6 épisodes)
- 2019-2020 : Les Bracelets rouges de Nicolas Cuche : Jessica (rôle principal, 9 épisodes)
- 2021-2022 : OVNI(s) d'Antony Cordier : Diane Mathure (19 épisodes)

## Distinction
- Festival de la fiction TV de La Rochelle 2024 : Prix du jeune espoir féminin Adami pour Bénie soit Sixtine[1],[2],[3],[4]